# Ryoichi Kawazu
Ryoichi Kawazu (河津 良一 Kawazu Ryoichi?, nacido el 22 de mayo de 1992 en Osaka) es un futbolista japonés que se desempeña como centrocampista.

## Trayectoria

### Clubes
| Club              | País  | Año         |
| ----------------- | ----- | ----------- |
| JEF United Chiba  | Japón | 2015        |
| Azul Claro Numazu | Japón | 2015 - 2017 |
| Grulla Morioka    | Japón | 2018 -      |

## Estadística de carrera

### J. League
| Club              | Año   | J. League | J. League | Copa J. League | Copa J. League | Total | Total |
| Club              | Año   | Part.     | Goles     | Part.          | Goles          | Part. | Goles |
| ----------------- | ----- | --------- | --------- | -------------- | -------------- | ----- | ----- |
| JEF United Chiba  | 2015  | 3         | 0         | -              | -              | 3     | 0     |
| Azul Claro Numazu | 2017  | 12        | 1         | -              | -              | 12    | 1     |
| Total             | Total | 15        | 1         | 0              | 0              | 15    | 1     |